# 蔡苏娟
蔡苏娟（Christiana Tsai，1890年2月12日-1984年8月25日）是一位中国基督教佈道家、作家与知识女性，《暗室之后》的作者。
1890年2月12日（清朝光绪十六年），蔡苏娟出生在中国南京的一个官宦世家，乳名“太多”。父亲蔡兴华是清朝末年的江苏省的藩台（江宁布政使），庚子之乱时又代理制台（两江总督）。她在24位弟兄姊妹中排行第18位。蔡苏娟16岁时，在美北长老会传教士李满（Charles Leaman）設立的明德女子学校就读期间，不顾家庭反对，接受了基督信仰，随后又成功地带领全家55人都接受了基督信仰，并与美国传教士、李满长女李美琳（Mary Leaman）广傳福音，並致力於編寫注音符號版的中文聖經。1921年她与李美琳女士到美國各地證道，並曾受到哈定總統的接見。
1931年冬天，蔡苏娟在上海罹患嚴重的瘧疾，時值日軍侵華上海事变，無法得到適當治療，最後導致眼睛无法見光，中耳受损，此后多年必须居住在暗室之中。1949年，59岁的蔡苏娟与李美琳迁往美國賓州蘭開斯特的樂園鎮（李满故里）養病。雖然她非常希望繼續服事基督与傳福音，但自己年老衰弱，不觉得有什么前途。然而她于暗室之中所寫的文章卻極具穿透力地帶給當時代年輕知識份子極大的鼓勵。成千上萬的人慕名前來，在病榻前聆聽這位屬靈巨人的勸勉。這其中包括葛培理（Billy Graham）牧師與全家。許多年輕人，將她的鼓勵信息錄下，廣為傳播。后因機遇，讓她在1953年由芝加哥慕翟圣书出版社出版了她的口述见证《暗室之后》（Queen of the Dark Chamber），當時非常受歡迎，并被譯成50多種文字（1957年中文本岀版）。英文版由葛培理牧師親自作序推薦。之後她在一間不透光的暗室裏招待了許多訪客，為他們作見證，并出版更多著作，包括《蔡蘇娟－暗室之后續本》、靈修默想集《暗室珍藏》等。蔡苏娟姐妹與李美琳女士在1963年結識使者協會創辦人周主培牧師并蔡錫慧夫婦，深被使者協會（AFC）“為基督贏得華人知識份子”的異象所吸引，將自己的家族農場捐贈作為使者總部并發行中心直到如今。蔡苏娟姐妹于1984年8月25日在美国蘭城逝世，享年94岁。她的一生極具傳奇色彩，經歷晚清、民國、中共及美國四個人生階段，但不論上帝如何帶領，她始終滿懷喜樂于信靠地跟隨。她的名言，“床榻不是我的监狱，乃是受训的学校；圣灵是我的导师，访客是我的功课”，“我從沒有問過一次上帝，為何這樣的事發生在我的身上，只是問你要我如何行”成為很多遭遇病患之人的鼓勵。

## 外部連結
- 蔡蘇娟生平  基督教歷史人物傳記
- 《暗室之后》 （页面存档备份，存于）
- 《蔡蘇娟－暗室之后續本》 （页面存档备份，存于）
- 基督使者協會 （页面存档备份，存于）

1. ↑  《暗室之后》第一章